# Brenda Cardullo
Brenda Cardullo (* 1988 in Mailand), auch bekannt als Brenda, ist eine italienische Popsängerin.

## Karriere
Brenda ist die Tochter von Ettore Cardullo, dem Bassisten der italienischen Beatband Gens (aktiv in den 60er- und 70er-Jahren). Sie begann ihre musikalische Karriere beim Label Solomusicaitaliana, wo sie 2006 mit der Single Per chi debütierte, einem Gens-Cover. Zusammen mit Daniele Battaglia veröffentlichte sie 2007 das Lied Vorrei dirti che è facile, das es zwar nicht in die Newcomer-Kategorie des Sanremo-Festivals schaffte, aber im Februar die Spitze der italienischen Singlecharts erreichte. Solistisch ließ Brenda die Singles Resto qui (2007) und Ossessione (2008) folgen.
2012 nahm die Sängerin, die unterdessen nach Paris umgezogen war, an der ersten Staffel der Castingshow The Voice : La plus belle voix teil.

## Diskografie
Singles

| Jahr | Titel Album                                                            | Höchstplatzierung, Gesamtwochen, AuszeichnungChartsChartplatzierungen (Jahr, Titel, Album, Platzierungen, Wochen, Auszeichnungen, Anmerkungen) | Anmerkungen           |
| Jahr | Titel Album                                                            | IT | Anmerkungen           |
| ---- | ---------------------------------------------------------------------- | --- | --------------------- |
| 2007 | Vorrei dirti che è facile Tutto il mare che vorrei (Daniele Battaglia) | IT1 (20 Wo.)IT | mit Daniele Battaglia |

- Per chi (2006)
- Resto qui (2007)
- Ossessione (2008)

## Belege
1. ↑  Biografia di Daniele Battaglia. In: Rockol.it. 1. Februar 2008, abgerufen am 25. Oktober 2018 (italienisch).
2. ↑  Artista – Brenda. Radio Italia, abgerufen am 24. Oktober 2018 (italienisch).
3. ↑  Brenda Cardullo - The Voice (2012). In: TicTacFlo.com. 20. März 2012, abgerufen am 24. Oktober 2018 (französisch).
4. ↑  Guido Racca & Chartitalia: Top 100 FIMI Singoli. Lulu, 2013, S. 68.

| Personendaten    | Personendaten            |
| ---------------- | ------------------------ |
| NAME             | Cardullo, Brenda         |
| ALTERNATIVNAMEN  | Brenda                   |
| KURZBESCHREIBUNG | italienische Popsängerin |
| GEBURTSDATUM     | 1988                     |
| GEBURTSORT       | Mailand                  |